# Giuseppe Giuliano
Giuseppe Giuliano (Napoli, 28 giugno 1951) è un vescovo cattolico italiano, dal 20 ottobre 2016 vescovo di Lucera-Troia.

## Biografia
Nasce il 28 giugno 1951 a Napoli da Michele, medico, e Elena, casalinga, ed ivi è battezzato il 2 luglio successivo. Ha due fratelli: Mario e Maria.

### Formazione e ministero sacerdotale
Nel 1976 viene ammesso all'Almo collegio Capranica in Roma e frequenta la Pontificia Università Gregoriana, per i corsi di filosofia, di teologia e di teologia morale.
Il 16 maggio 1982 è ordinato presbitero, a Somma Vesuviana, dal vescovo Guerino Grimaldi, incardinandosi nella diocesi di Nola.
Un anno dopo diventa segretario del nuovo vescovo, Giuseppe Costanzo, e incaricato diocesano della pastorale giovanile. Dal 1983 è docente di Teologia Morale e dall'anno seguente tiene esercizi spirituali, corsi di formazione e di aggiornamento teologico; scrive articoli e pubblica libri su temi teologico-pastorali.
Nel 1984 è nominato direttore della Scuola Teologica Diocesana, "Giovanni Duns Scoto", che con lui, nel 1986, diviene dapprima Istituto di Scienze Religiose e poi Istituto Superiore di Scienze Religiose. Dal 1984 al 1999 è assistente ecclesiastico del Gruppo nolano dell'Istituto Secolare delle Missionarie della regalità di Cristo. Dal 1987 al 1994 è rettore del seminario diocesano di Nola, mentre dal 1988 al 1991 è assistente ecclesiastico diocesano dell'Azione Cattolica. Dal 1988 al 2003 e poi dal 2009 è assistente ecclesiastico del Gruppo meridionale dell'Istituto Secolare dei Missionari della regalità di Cristo. Dal 1991 al 1995 è assistente diocesano del Movimento ecclesiale di impegno culturale (MEIC).
Nel 1992 viene ancora eletto alla direzione dell'Istituto Superiore di Scienze Religiose, per due mandati quadriennali consecutivi. Il Consiglio permanente della Conferenza Episcopale Italiana nel 1996 lo nomina assistente nazionale dell'Azione Cattolica Ragazzi per un primo triennio, con la successiva riconferma di un ulteriore triennio.
Dal 2000 al 2005 è membro, per due trienni, del Comitato etico dell'ASL Napoli/4. Dal 2001 al 2009 è anche docente di Teologia morale fondamentale presso lo Studio Accademico delle Provincie campane dei Frati minori. Dal 2002 al 2010 è direttore dell'Ufficio Catechistico diocesano. Dal 2003 al 2016 è parroco di San Giorgio martire in Somma Vesuviana.
Nel 2000 è insignito del titolo onorifico di Cappellano di Sua Santità da papa Giovanni Paolo II.

### Ministero episcopale
Il 20 ottobre 2016 papa Francesco lo nomina vescovo di Lucera-Troia; succede a Domenico Cornacchia, precedentemente nominato vescovo di Molfetta-Ruvo-Giovinazzo-Terlizzi. Il 27 dicembre successivo riceve l'ordinazione episcopale, nella cattedrale di Nola, dall'arcivescovo Beniamino Depalma, vescovo emerito di Nola, co-consacranti l'arcivescovo metropolita di Foggia-Bovino Vincenzo Pelvi e il vescovo ausiliare di Sarajevo Pero Sudar. Prende possesso della diocesi il 4 febbraio 2017.
Il 29 marzo 2018 istituisce la Scuola delle Cattedrali "Beato Agostino Casotti". Nella quaresima/tempo pasquale 2018 celebra il sinodo diocesano dei giovani. Il 1º novembre 2018 pubblica la sua prima lettera pastorale, intitolata Fissando lo sguardo su Gesù.
Tra le varie iniziative, promuove la Settimana biblica annuale per l'intera diocesi, la mensa quotidiana della Caritas, il poliambulatorio Caritas, la formazione permanente del Clero. Tiene gli esercizi spirituali annuali diocesani, gli incontri quaresimali con i maturandi delle scuole superiori della diocesi.

## Genealogia episcopale e successione apostolica
La genealogia episcopale è:
- Cardinale Scipione Rebiba
- Cardinale Giulio Antonio Santori
- Cardinale Girolamo Bernerio, O.P.
- Arcivescovo Galeazzo Sanvitale
- Cardinale Ludovico Ludovisi
- Cardinale Luigi Caetani
- Cardinale Ulderico Carpegna
- Cardinale Paluzzo Paluzzi Altieri degli Albertoni
- Papa Benedetto XIII
- Papa Benedetto XIV
- Cardinale Enrico Enriquez
- Arcivescovo Manuel Quintano Bonifaz
- Cardinale Buenaventura Córdoba Espinosa de la Cerda
- Cardinale Giuseppe Maria Doria Pamphilj
- Papa Pio VIII
- Papa Pio IX
- Cardinale Alessandro Franchi
- Cardinale Giovanni Simeoni
- Cardinale Vincenzo Vannutelli
- Cardinale Giovanni Battista Nasalli Rocca di Corneliano
- Cardinale Marcello Mimmi
- Arcivescovo Giacomo Palombella
- Cardinale Michele Giordano
- Arcivescovo Beniamino Depalma, C.M.
- Vescovo Giuseppe Giuliano

La successione apostolica è:
- Vescovo Ciro Fanelli (2017)

## Onorificenze
Grande Ufficiale dell'Ordine Equestre del Santo Sepolcro di Gerusalemme